# Rhytidodera cristata
Rhytidodera cristata là một loài bọ cánh cứng trong họ Cerambycidae.